# 冼恒汉
冼恒汉（1911年9月30日—1991年11月19日），男，壮族，广西田阳人，中国人民解放军开国中将。

## 生平
冼恒汉是广西省田阳县四那村塘凭屯人。1929年11月百色起义时在田阳县立师范学校就读，和几个同学一起参加了中國工農紅軍，担任红七军十九师宣传队宣传员，1931年，红十九师宣传队解散，被分配到军官训练所当学兵，1931年4月，加入中国共产党，担任红七军第一纵队政治部宣传队宣传员。1931年12月，他担任湘赣红军独立第三师一连政治指导员，1933年7月任红六军团红十七师第四十九团总支部书记，1934年4月奉调担任红六军团第五十一团政委。长征后，1934年10月调任红二军团第六师第十六团政委，1935年9月担任红二军团第四师政委。
红军长征到达陕北后，他进入中央红军大学学习，1937年被分配到八路军第一二○师教导团担任政治部主任，11月，升任教导团政委。1940年，担任晋西北军区高干读书班政委。1943年，调任陕甘宁晋绥联防军第三八五旅政委。1946年11月，担任西北野战军第一纵队政治部主任。1949年，任第一野战军第一兵团第一军副政委兼政治部主任。
1949年11月，担任中国人民解放军第一高级步兵学校政委。1952年8月，调任为西北军区政治部副主任，后升任西北军区政治部主任。1955年被授予中将军衔。担任兰州军区第二政委，后升任第一政委。1968年，文化大革命期间，任兰州军区政委分管“支左”工作，任甘肃省革命委员会主任兼中共甘肃省委书记。在此期间一些风口浪尖的重大事件：1967年2月23日青海西宁的“青海二·二三事件”、青铜峡事件、钱信莎事件等等。在处理兰州铁路局问题和当时万里担任部长的铁道部对着干，宣称要“以无产阶级专政的方式进行农业学大寨”。
中共第九届、第十届中央委员。
邓小平恢复工作后，1977年6月7日在中央讨论甘肃问题的会议上，被免去一切职务。1982年12月5日，总政办公厅电话通知：中央决定按地、师级待遇，每月发200元生活费，移交地方安置。1984年6月，中央指示，改变以前的处理决定，按正军职待遇离休安置，“留党察看两年”处分。1988年7月被授予中国人民解放军二级红星功勋荣誉章。
冼恆漢离职后撰写约十多万字回忆录，1991年在兰州市去世。